# Charlot et le Comte
Pour plus de détails, voir Fiche technique et Distribution.
Charlot et le Comte (The Count) est un film américain réalisé par Charles Chaplin, sorti le 4 septembre 1916.

## Synopsis
Charlot est embauché chez un tailleur comme apprenti mais se fait rapidement virer après avoir fait des trous avec un fer à repasser dans différents vêtements. Le tailleur trouve alors une note dans une des poches expliquant que le comte Broko ne peut pas assister à la fête organisée par Mme Moneybags et ne pourra donc pas voir sa fille. Ni une ni deux, le tailleur décide de se faire passer pour le comte Broko.

Arrivé à la maison des Moneybags, il s'aperçoit que Charlot est déjà sur les lieux. Il lui propose donc de se faire passer pour son secrétaire. Mais Charlot devant miss Moneybags inverse les rôles et se fait passer pour le comte et présente le tailleur comme son secrétaire.

Après diverses péripéties, le vrai Comte Broko arrive sur les lieux, s'aperçoit de la supercherie et appelle la police. Tout ceci finit en course-poursuite et bagarre générale dans la maison. Fort heureusement Charlot prend la poudre d'escampette et fuit au loin sur la route.

## Fiche technique
- Titre : Charlot et le Comte
- Titre original : The Count
- Réalisation : Charles Chaplin
- Scénario : Charles Chaplin, Vincent Bryan, Maverick Terrell
- Producteurs : Charlie Chaplin, Henry P. Caulfield
- Production : Lone Star Corporation / Mutual
- Distribution : Lone Star Corporation / Mutual
- Musique : Michael Mortilla
- Photographie : William C. Foster et Roland Totheroh
- Montage : Charlie Chaplin
- Pays d'origine : États-Unis
- Langue : Muet - intertitres anglais
- Format : noir et blanc - muet
- Genre : Comédie
- Durée : 23 minutes
- Date de sortie : 4 septembre 1916

## Distribution
- Eric Campbell : un tailleur
- Charles Chaplin : l'apprenti du tailleur
- Edna Purviance : Miss Moneybags

Et parmi la distribution non créditée :
- Albert Austin : l'invité de grande taille
- Henry Bergman : l'invité de grande taille
- James T. Kelley : le maître de maison
- Charlotte Mineau : Mme Moneybags
- Tiny Sandford : un invité
- Leo White : le Comte Broko
- John Rand : un invité